# Aleuas uruguayensis
Aleuas uruguayensis är en insektsart som beskrevs av Frédéric Carbonell 2008. Aleuas uruguayensis ingår i släktet Aleuas och familjen gräshoppor. Inga underarter finns listade i Catalogue of Life.